# Remedy (Old Crow Medicine Show)
Remedy è il quinto album in studio del gruppo musicale folk, country e old-time Old Crow Medicine Show. L'album, prodotto da Ted Hutt, è stato pubblicato il 1º luglio 2014 e l'anno successivo ha vinto il Grammy Award come miglior album folk. L'album è il primo della band che vede la partecipazione di Chance McCoy e l'ultimo con Gill Landry. Remedy segna anche il ritorno del membro fondatore Critter Fuqua nella formazione della gruppo.

## Tracce
1. Brushy Mountain Conjugal Trailer – 3:50
2. 8 Dogs 8 Banjos – 2:51
3. Sweet Amarillo – 3:22
4. Mean Enough World – 3:19
5. Dearly Departed Friend – 4:26
6. Firewater – 3:14
7. Brave Boys – 2:40
8. Doc's Day – 3:20
9. O Cumberland River – 3:21
10. Tennessee Bound – 2:49
11. Shit Creek – 3:24
12. Sweet Home – 2:49
13. The Warden – 3:28